# 谭稹
谭稹（11世纪—12世纪），北宋宦官，参与平方腊、收复幽燕。

## 生平

### 早期仕途
宋哲宗绍圣四年（1097年）七月，在祗候内品任上因推恩减二年磨勘。
宋徽宗建中靖国初年，谭稹的家奴犯法，被知太康县吴择仁依法处置。谭稹羞愤之下诬陷吴择仁，徽宗召户部郎中宋乔年去调查，宋乔年查明后推荐了吴择仁。
政和二年（1112年），谭稹献玄圭。同年冬，宋徽宗御大庆殿受圭。同年三月，徽宗下诏左仆射蔡京设宴太清楼，内客省使保大军节度观察留后带御器械谭稹与同知入內內侍省事杨戬、內客省使保康軍節度觀察留後帶御器械賈祥、引進使晉州管內觀察使勾當內東門司梁師成等五人总领其事。同年，朝廷毁拆转般诸仓，谭稹上言说河道干枯，洛阳运粮不继，请求等丰年计算储蓄足够后立法恢复祖上真、楚、泗州转般仓。淮南路转运判官向子諲也同意。
徽宗有意联金灭辽恢复幽云十六州，遣谭稹访问各统帅，定州路安抚使韩粹彦、真定府安抚使洪中孚都力称不可，只有河东经略使兼知太原府薛嗣昌同意。洪中孚待谭稹以对待内臣之礼。谭稹上奏以洪中孚老迈为由将其罢免，也罢免韩粹彦。
宣和二年（1120年）四月，以内侍奉命与发运使陈遘提出疏通运河的措施。

### 助平方腊
谭稹被任为熙河兰会路承受，十月，方腊起义之初，谭稹奉命统军出征。谭稹逗留不进，杭州失守。十二月丁亥，宋徽宗以谭稹为两浙制置使，领枢密院事童贯为江、淮、荆、浙宣抚使，率禁旅及秦晋蕃汉兵十五万讨伐。童贯想解决运输问题，谭稹想开一条运河，从盱眙出宣化，朝廷命发运司陈遘决策，陈遘命向子諲视察，向子諲认为数百里的路程不是人力所能开通，提出于真州太子港、瓜州河口、海陵河口、北神堰附近造大坝，获准。宣和三年（1121年）四月，童贯、谭稹前锋抵达清河堰，水陆并进，平定方腊起义。谭稹曾路过滁州。八月乙巳，宋徽宗以童贯为太师，谭稹加节度使。

### 经略云中
宣和四年（1122年）五月庚辰，以常德军节度使谭稹为太尉、武信军节度使。谭稹没有特别的才能，党于梁师成。宣和五年（1123年）童贯致仕后，七月，王黼、梁师成推荐谭稹出任河北、河东、燕山府路宣抚副使，起复检校少保，王安中出任燕山宣抚使，继童贯主持北方前线防务及与金朝商议交割云中府、朔、武、应、蔚各州。谭稹去山西，与童贯议论不合，喜事边幅，怯懦无谋。因金太祖刚死，金太宗新立，金朝无暇顾及山后，于是朔、应、蔚三州守将都与宋朝交通，被宋朝招降，设立朔宁军。谭稹请秘书省校书郎章綡为参谋官，加右文殿修撰。戍守松亭关的食粮军兵变，随奚人破景州，谭稹怒了要杀他们的儿子们，章綡说：“如果这样，他们就不复思汉了。”谭稹才没有这么做。十一月，金人割朔、武二州给宋，谭稹加检校少傅。
十二月，宋徽宗在王黼家观赏灵芝，赏赐侍从百官，禁卫军争相求赏，乃至喧哗大骂，梁师成、谭稹扶持徽宗出来抚慰告谕，士兵仍然喧哗，徽宗回去，夜漏上五刻才开龙德门，取道小墙鹿塞门回宫，宦官十余人持兵器护卫。
宣和六年（1124年）三月，谭稹因辽降将郭药师的常胜军暴横无约束，担心其生事，奏请以云、朔之地的辽降卒五万人屯扎州县要道，号为义胜军，令李嗣本、耿守忠为帅，希望节制常胜军，朝廷准奏。朝廷给义胜军的赏赐倍于其他军，常胜军因此多逃到义胜军。

### 失势罢官
同月，金朝遣使诣宣抚司，索要宋朝使者赵良嗣先前答应的粮食二十万石。谭稹回答：“二十万石不易致，良嗣所许，岂足凭也！”于是不给。西夏在金朝指使下举兵侵犯武州、朔州二州地界，谭稹派遣李嗣本抵御，数次交兵后，夏人未退，而金国怨宋朝廷招降金国南京留守张觉归顺、谭稹不给粮食，于是八月攻打蔚州，杀守臣陈翊，攻陷飞狐、灵丘两县，赶走应州守臣苏京等，断绝山后交割意。章綡写了数千字的燕云不可守之状，催促谭稹上奏，谭稹惊道其出不祥之言，章綡说两害相权取其轻，数日后谭稹不得已选择其中一二上奏。朝廷收到金朝牒文，问责谭稹处置不当，童贯与蔡京长子少傅蔡攸又共同排挤谭稹，商议罢免。八月乙卯（或作九月癸丑），谭稹被罢免太尉、宣抚使，贬顺昌军节度副使致仕，童贯复出领枢密院，主持对金防御。章綡也因此被罢官送吏部。十一月，童贯遣和州防御使马扩、知保州辛兴宗出使金国相完颜宗翰军，马扩到云中府时，完颜宗翰已归国，留完颜娄室代理元帅，遣人来谕马扩庭参（如见金朝皇帝礼）。马扩推辞说见人臣无此礼仪，完颜娄室说：“谭宣抚曾派人庭参我。”马扩说：“谭稹因凡庸不知规矩，为朝廷所黜。”数次往返辨论。
宋朝廷曾有复用谭稹之意，试中书舍人李璆不肯草诏。
宣和七年（1125年），金朝以张觉归宋为由伐宋，谭稹设立的义胜军在耿守忠等人带领下叛变，坐镇太原的主帅童贯仓皇逃跑，宋军北部防线全面崩溃。十一月，马扩、辛兴宗又去云中出使完颜宗翰军商议山后各州交接及窥探金军是否有意南侵，完颜宗翰以宋朝违约接纳张觉及燕京难逃官民并屡次虚言搪塞金朝牒文相问责，马扩说这都是谭稹轻易听从张觉之过，徽宗已经深悔，希望完颜宗翰不计前嫌交还蔚、应、飞狐、灵丘之地，被拒绝。十二月，童贯、谭稹被认为失去燕人之心的首恶，燕山府路提举常平沈琯其次，谭稹、沈琯报喜不报忧，其罪不下于童贯、蔡京。
靖康元年（1126年）正月，金帅完颜宗望派使者吴孝民等入宋都汴梁，索取首谋平州者童贯、谭稹、詹度及张觉等。二月，宋钦宗全部剥夺众人因童贯、谭稹之功得到的爵赏。八月，臣僚称谭稹继任童贯致使天下无可战之卒。九月，臣僚议论“忻代之失始于谭稹招刺义胜军”，谭稹罪责不在童贯之下，却只是在近郡任散官，不足以平民愤。于是谭稹移昭州（一作韶州）安置。臣僚又议论谭稹等人招致金人讨伐之罪。十一月，籍谭稹家，約白米二千石，豆粟亦如之。靖康二年（1127年）正月，朝廷卖谭稹家米以救济百姓。
宋高宗建立南宋后，于建炎元年（1127年）五月下令不用谭稹及其子孙。吕颐浩推荐右朝请大夫赵令畤主行在大宗正司，但因赵令畤依附谭稹升官，被宋高宗以有碍舆论为由改为右监门卫大将军、荣州防御使，权知行在大宗正事。

## 评价
- 《谭嗣同集》称谭稹为败类。